# Tanumskustens naturvårdsområde
Tanumskusten är ett naturvårdsområde (sedan 1999 likställt med naturreservat) i Lurs socken och Tanums socken i Tanums kommun och Skee socken i Strömstads kommun i Bohuslän.
Detta havsområde med öar är skyddat sedan 1988 och omfattar 8 150 hektar. Det omfattar Öddöarna och Daftö i norr till Tanumskilens och Sannäsfjordens mynningar i söder. 
Inom avsnittet finns låglänta småkuperade öar med grunda vattenområden som skiljer öarna från fastlandet i öster. Stränderna i naturvårdsområdet är botaniskt rika. Strandängar finns bl.a. på Galtö. Öppna sandstränder finns på flera öar, mest på Galtö och Resö. Tallskogen når på de stora öarna fram till lägen som exponeras mot havet. De marinbiologiska värdena är stora inom området. Ostronbottnarna hör till de rikaste efter kusten.
Under sommarhalvåret utgör de grunda vattenområdena viktig miljö för rastande och häckande vadar- och sjöfåglar.
Området ingår i EU:s ekologiska nätverk av skyddade områden, Natura 2000. Det förvaltas av Västkuststiftelsen.
Området är uppdelat i, vilka områden före 2011 bildade separata naturvårdsområden
- Tanumskusten I
- Tanumskusten II
- Tanumskusten III
- Tanumskusten IV
- Tanumskusten V